# Sojuz-FG
Sojuz-FG – rosyjska rakieta nośna wynosząca załogowe statki Sojuz i bezzałogowe Progress do Międzynarodowej Stacji Kosmicznej. Używana również z członem Fregat jako stopniem końcowym.
Różnice w stosunku do wariantu ST:
- Zwiększona wydajność członów zerowych i członu pierwszego dzięki nowym inżektorom i proporcjom mieszanki paliwowej
- Zwiększona wydajność III członu
- Ulepszona awionika (cyfrowa telemetria) i układ kontroli lotu pozwalające na zmianę płaszczyzny orbity w trakcie lotu
- Większa osłona ładunku (3,65 m)

## Historia startów
| Data i czas (UTC)             | Konfiguracja    | Numer Seryjny     | Stanowisko Startowe | Wynik         | Ładunek                                        | Uwagi                                                                                            |
| ----------------------------- | --------------- | ----------------- | ------------------- | ------------- | ---------------------------------------------- | ------------------------------------------------------------------------------------------------ |
| 20 maja 2001 22:32            | Sojuz-FG        | К15000-001        | LC-1/5, Bajkonur    | Sukces        | Progress M1-6                                  | Zaopatrzenie ISS                                                                                 |
| 26 listopada 2001 18:24       | Sojuz-FG        | Ф15000-002        | LC-1/5, Bajkonur    | Sukces        | Progress M1-7                                  | Zaopatrzenie ISS                                                                                 |
| 26 listopada 2001 18:24       | Sojuz-FG        | Ф15000-002        | LC-1/5, Bajkonur    | Sukces        | Kolibri 2000                                   |                                                                                                  |
| 25 września 2002 16:58        | Sojuz-FG        | Э15000-003        | LC-1/5, Bajkonur    | Sukces        | Progress M1-9                                  | Zaopatrzenie ISS                                                                                 |
| 30 października 2002 16:58    | Sojuz-FG        | Э15000-004        | LC-1/5, Bajkonur    | Sukces        | Sojuz TMA-1                                    | Lot załogowy z 3 kosmonautami Kapsuła ratunkowa dla ISS                                          |
| 26 kwietnia 2003 03:53        | Sojuz-FG        | Э15000-006        | LC-1/5, Bajkonur    | Sukces        | Sojuz TMA-2                                    | Lot załogowy z 2 kosmonautami Ekspedycja 7 na ISS                                                |
| 2 czerwca 2003 18:24          | Sojuz-FG/Fregat | Э15000-005/ ST-11 | LC-31, Bajkonur     | Sukces        | Mars Express                                   | Orbiter marsjański                                                                               |
| 2 czerwca 2003 18:24          | Sojuz-FG/Fregat | Э15000-005/ ST-11 | LC-31, Bajkonur     | Sukces        | Beagle 2                                       | Lądownik marsjański. Dotarł na orbitę Marsa, ale misja zakończyła się niepowodzeniem             |
| 18 października 2003 05:38    | Sojuz-FG        | Д15000-007        | LC-1/5, Bajkonur    | Sukces        | Sojuz TMA-3                                    | Lot załogowy z 3 kosmonautami Ekspedycja 8 na ISS                                                |
| 27 grudnia 2003 21:30         | Sojuz-FG/Fregat | Д15000-008/ ST-12 | LC-31, Bajkonur     | Sukces        | Amos 2                                         | Satelita telekomunikacyjny                                                                       |
| 19 kwietnia 2004 05:19        | Sojuz-FG        | Ж15000-009        | LC-1/5, Bajkonur    | Sukces        | Sojuz TMA-4                                    | Lot załogowy z 3 kosmonautami Ekspedycja 9 na ISS                                                |
| 14 października 2004 03:06    | Sojuz-FG        | Ж15000-012        | LC-1/5, Bajkonur    | Sukces        | Sojuz TMA-5                                    | Lot załogowy z 3 kosmonautami Ekspedycja 10 na ISS                                               |
| 15 kwietnia 2005 00:46        | Sojuz-FG        | Ж15000-014        | LC-1/5, Bajkonur    | Sukces        | Sojuz TMA-6                                    | Lot załogowy z 3 kosmonautami Ekspedycja 11 na ISS                                               |
| 13 sierpnia 2005 23:28        | Sojuz-FG/Fregat | Ж15000-011/ ST-13 | LC-31, Bajkonur     | Sukces        | Galaxy 14                                      | Satelita telekomunikacyjny                                                                       |
| 1 października 2005 03:54     | Sojuz-FG        | П15000-017        | LC-1/5, Bajkonur    | Sukces        | Sojuz TMA-7                                    | Lot załogowy z 3 kosmonautami Ekspedycja 12 na ISS                                               |
| 9 listopada 2005 03:33        | Sojuz-FG/Fregat | Ж15000-010/ ST-14 | LC-31, Bajkonur     | Sukces        | Venus Express                                  | Orbiter wenusjański                                                                              |
| 28 grudnia 2005 05:19         | Sojuz-FG/Fregat | П15000-015/ ST-15 | LC-31, Bajkonur     | Sukces        | GIOVE-A                                        | Satelita nawigacyjny                                                                             |
| 30 marca 2006 02:30           | Sojuz-FG        | П15000-018        | LC-1/5, Bajkonur    | Sukces        | Sojuz TMA-8                                    | Lot załogowy z 3 kosmonautami Ekspedycja 13 na ISS                                               |
| 18 września 2006 04:08        | Sojuz-FG        | Ц15000-023        | LC-1/5, Bajkonur    | Sukces        | Sojuz TMA-9                                    | Lot załogowy z 3 kosmonautami Ekspedycja 14 na ISS                                               |
| 7 kwietnia 2007 17:31         | Sojuz-FG        | Ц15000-019        | LC-1/5, Bajkonur    | Sukces        | Sojuz TMA-10                                   | Lot załogowy z 3 kosmonautami Ekspedycja 15 na ISS                                               |
| 29 maja 2007 20:31            | Sojuz-FG/Fregat | Ц15000-021        | LC-31, Bajkonur     | Sukces        | Globalstar                                     | Satelita telekomunikacyjny                                                                       |
| 29 maja 2007 20:31            | Sojuz-FG/Fregat | Ц15000-021        | LC-31, Bajkonur     | Sukces        | Globalstar                                     | Satelita telekomunikacyjny                                                                       |
| 29 maja 2007 20:31            | Sojuz-FG/Fregat | Ц15000-021        | LC-31, Bajkonur     | Sukces        | Globalstar                                     | Satelita telekomunikacyjny                                                                       |
| 29 maja 2007 20:31            | Sojuz-FG/Fregat | Ц15000-021        | LC-31, Bajkonur     | Sukces        | Globalstar                                     | Satelita telekomunikacyjny                                                                       |
| 10 października 2007 13:22    | Sojuz-FG        | Ц15000-020        | LC-1/5, Bajkonur    | Sukces        | Sojuz TMA-11                                   | Lot załogowy z 3 kosmonautami Ekspedycja 16 na ISS                                               |
| 20 października 2007 20:12    | Sojuz-FG/Fregat | Ц15000-022        | LC-31, Bajkonur     | Sukces        | Globalstar                                     | Satelita telekomunikacyjny                                                                       |
| 20 października 2007 20:12    | Sojuz-FG/Fregat | Ц15000-022        | LC-31, Bajkonur     | Sukces        | Globalstar                                     | Satelita telekomunikacyjny                                                                       |
| 20 października 2007 20:12    | Sojuz-FG/Fregat | Ц15000-022        | LC-31, Bajkonur     | Sukces        | Globalstar                                     | Satelita telekomunikacyjny                                                                       |
| 20 października 2007 20:12    | Sojuz-FG/Fregat | Ц15000-022        | LC-31, Bajkonur     | Sukces        | Globalstar                                     | Satelita telekomunikacyjny                                                                       |
| 14 grudnia 2007 13:17         | Sojuz-FG/Fregat | Ц15000-025        | LC-31, Bajkonur     | Sukces        | RADARSAT-2                                     | Obserwacja Ziemi                                                                                 |
| 8 kwietnia 2008 11:16         | Sojuz-FG        | Ш15000-024        | LC-1/5, Bajkonur    | Sukces        | Sojuz TMA-12                                   | Lot załogowy z 3 kosmonautami Ekspedycja 17 na ISS Pierwszy Południowokoreańczyk w kosmosie.     |
| 26 kwietnia 2008 22:16        | Sojuz-FG/Fregat | П15000-016        | LC-31, Bajkonur     | Sukces        | GIOVE-B                                        | Satelita nawigacyjny                                                                             |
| 12 października 2008 07:01    | Sojuz-FG        | Ш15000-026        | LC-1/5, Bajkonur    | Sukces        | Sojuz TMA-13                                   | Lot załogowy z 3 kosmonautami Ekspedycja 18 na ISS                                               |
| 26 marca 2009 11:49           | Sojuz-FG        | Ю15000-027        | LC-1/5, Bajkonur    | Sukces        | Sojuz TMA-14                                   | Lot załogowy z 3 kosmonautami Ekspedycja 19 i 20 na ISS                                          |
| 27 maja 2009 10:34            | Sojuz-FG        | Ю15000-030        | LC-1/5, Bajkonur    | Sukces        | Sojuz TMA-15                                   | Lot załogowy z 3 kosmonautami Ekspedycja 20 i 21 na ISS                                          |
| 30 września 2009 07:14        | Sojuz-FG        | Б15000-029        | LC-1/5, Bajkonur    | Sukces        | Sojuz TMA-16                                   | Lot załogowy z 3 kosmonautami Ekspedycja 21 i 22 na ISS                                          |
| 20 grudnia 2009 21:52         | Sojuz-FG        | Б15000-031        | LC-1/5, Bajkonur    | Sukces        | Sojuz TMA-17                                   | Lot załogowy z 3 kosmonautami Ekspedycja 22 i 23 na ISS                                          |
| 2 kwietnia 2010 04:04         | Sojuz-FG        | Ю15000-028        | LC-1/5, Bajkonur    | Sukces        | Sojuz TMA-18                                   | Lot załogowy z 3 kosmonautami Ekspedycja 23 i 24 na ISS                                          |
| 15 czerwca 2010 21:35         | Sojuz-FG        | Б15000-032        | LC-1/5, Bajkonur    | Sukces        | Sojuz TMA-19                                   | Lot załogowy z 3 kosmonautami Ekspedycja 24 i 25 na ISS                                          |
| 7 października 2010 23:10     | Sojuz-FG        | Б15000-035        | LC-1/5, Bajkonur    | Sukces        | Sojuz TMA-01M                                  | Lot załogowy z 3 kosmonautami Ekspedycja 25 i 26 na ISS                                          |
| 15 grudnia 2010 19:09:25      | Sojuz-FG        | Б15000-034        | LC-1/5, Bajkonur    | Sukces        | Sojuz TMA-20                                   | Lot załogowy z 3 kosmonautami Ekspedycja 26 i 27 na ISS                                          |
| 4 kwietnia 2011 22:18:20      | Sojuz-FG        | И15000-036        | LC-1/5, Bajkonur    | Sukces        | Sojuz TMA-21                                   | Lot załogowy z 3 kosmonautami Ekspedycja 27 i 28 na ISS                                          |
| 7 czerwca 2011 20:12:44       | Sojuz-FG        | И15000-037        | LC-1/5, Bajkonur    | Sukces        | Sojuz TMA-02M                                  | Lot załogowy z 3 kosmonautami Ekspedycja 28 i 29 na ISS                                          |
| 14 listopada 2011 04:14:03    | Sojuz-FG        | И15000-038        | LC-1/5, Bajkonur    | Sukces        | Sojuz TMA-22                                   | Lot załogowy z 3 kosmonautami Ekspedycja 29 i 30 na ISS                                          |
| 21 grudnia 2011 13:16:14      | Sojuz-FG        | Л15000-039        | LC-1/5, Bajkonur    | Sukces        | Sojuz TMA-03M                                  | Lot załogowy z 3 kosmonautami Ekspedycja 30 i 31 na ISS                                          |
| 15 maja 2012 03:01:23         | Sojuz-FG        | Л15000-041        | LC-1/5, Bajkonur    | Sukces        | Sojuz TMA-04M                                  | Lot załogowy z 3 kosmonautami Ekspedycja 31 i 32 na ISS                                          |
| 15 lipca 2012 02:40:03        | Sojuz-FG        | Л15000-042        | LC-1/5, Bajkonur    | Sukces        | Sojuz TMA-05M                                  | Lot załogowy z 3 kosmonautami Ekspedycja 32 i 33 na ISS                                          |
| 22 lipca 2012 06:41           | Sojuz-FG/Fregat | Б15000-033        | LC-31, Bajkonur     | Sukces        | Kanopus W-1 BiełKA-2 Zond-PP TET-1 ExactView 1 | Satelity do obserwacji Ziemi i demonstracji technologii                                          |
| 23 października 2012 10:51:10 | Sojuz-FG        | Л15000-044        | LC-31, Bajkonur     | Sukces        | Sojuz TMA-06M                                  | Lot załogowy z 3 kosmonautami Ekspedycja 33 i 34 na ISS                                          |
| 19 grudnia 2012 12:12:35      | Sojuz-FG        | Л15000-040        | LC-1/5, Bajkonur    | Sukces        | Sojuz TMA-07M                                  | Lot załogowy z 3 kosmonautami Ekspedycja 34 i 35 na ISS                                          |
| 28 marca 2013 20:43:20        | Sojuz-FG        | Е15000-043        | LC-1/5, Bajkonur    | Sukces        | Sojuz TMA-08M                                  | Lot załogowy z 3 kosmonautami Ekspedycja 35 i 36 na ISS                                          |
| 28 maja 2013 20:31:24         | Sojuz-FG        | Е15000-045        | LC-1/5, Bajkonur    | Sukces        | Sojuz TMA-09M                                  | Lot załogowy z 3 kosmonautami Ekspedycja 36 i 37 na ISS                                          |
| 25 września 2013 20:58:50     | Sojuz-FG        | Е15000-046        | LC-1/5, Bajkonur    | Sukces        | Sojuz TMA-10M                                  | Lot załogowy z 3 kosmonautami Ekspedycja 37 i 38 na ISS                                          |
| 7 listopada 2013 04:14:15     | Sojuz-FG        | Т15000-048        | LC-1/5, Bajkonur    | Sukces        | Sojuz TMA-11M                                  | Lot załogowy z 3 kosmonautami Ekspedycja 38 i 39 na ISS                                          |
| 25 marca 2014 21:17:23        | Sojuz-FG        | T15000-047        | LC-1/5, Bajkonur    | Sukces        | Sojuz TMA-12M                                  | Lot załogowy z 3 kosmonautami Ekspedycja 39 i 40 na ISS                                          |
| 28 maja 2014 19:57:41         | Sojuz-FG        | T15000-049        | LC-1/5, Bajkonur    | Sukces        | Sojuz TMA-13M                                  | Lot załogowy z 3 kosmonautami Ekspedycja 40 i 41 na ISS                                          |
| 25 września 2014 20:25:00     | Sojuz-FG        | T15000-050        | LC-1/5, Bajkonur    | Sukces        | Sojuz TMA-14M                                  | Lot załogowy z 3 kosmonautami Ekspedycja 41 i 42 na ISS                                          |
| 23 listopada 2014 21:01:13    | Sojuz-FG        | T15000-051        | LC-31, Bajkonur     | Sukces        | Sojuz TMA-15M                                  | Lot załogowy z 3 kosmonautami Ekspedycja 42 i 43 na ISS                                          |
| 27 marca 2015 19:42:57        | Sojuz-FG        | G15000-053        | LC-1/5, Bajkonur    | Sukces        | Sojuz TMA-16M                                  | Lot załogowy z 3 kosmonautami Ekspedycja 43, Ekspedycja 44 i Ekspedycja 45, Ekspedycja 46 na ISS |
| 22 lipca 2015 21:02:45        | Sojuz-FG        | G 15000-052       | LC-1/5, Bajkonur    | Sukces        | Sojuz TMA-17M                                  | Lot załogowy z 3 kosmonautami Ekspedycja 45, Ekspedycja 46 i Ekspedycja 44 na ISS                |
| 2 września 2015 04:37:42      | Sojuz-FG        | G 15000-054       | LC-1/5, Bajkonur    | Sukces        | Sojuz TMA-18M                                  | Lot załogowy z 3 kosmonautami Ekspedycja 47, Ekspedycja 48 i Ekspedycja 46 na ISS                |
| 15 grudnia 2015 11:03         | Sojuz-FG        | G 15000-055       | LC-1/5, Bajkonur    | Sukces        | Sojuz TMA-19M                                  | Lot załogowy z 3 kosmonautami Ekspedycja 46 i Ekspedycja 47 na ISS                               |
| 18 marca 2016 21:26           | Sojuz-FG        | R 15000-057       | LC-1/5, Bajkonur    | Sukces        | Sojuz TMA-20M                                  | Lot załogowy z 3 kosmonautami Ekspedycja 47 i Ekspedycja 48 na ISS                               |
| 7 lipca 2016 01:36            | Sojuz-FG        | R 15000-056       | LC-1/5, Bajkonur    | Sukces        | Sojuz MS-01                                    | Lot załogowy z 3 kosmonautami Ekspedycja 48 i Ekspedycja 49 na ISS                               |
| 19 października 2016 08:05    | Sojuz-FG        | R 15000-059       | LC-31/6, Bajkonur   | Sukces        | Sojuz MS-02                                    | Lot załogowy z 3 kosmonautami Ekspedycja 49 i Ekspedycja 50 na ISS                               |
| 17 listopada 2016 20:20       | Sojuz-FG        | R 15000-060       | LC-1/5, Bajkonur    | Sukces        | Sojuz MS-03                                    | Lot załogowy z 3 kosmonautami Ekspedycja 50 i Ekspedycja 51 na ISS                               |
| 20 kwietnia 2017 07:13        | Sojuz-FG        | U 15000-065       | LC-1/5, Bajkonur    | Sukces        | Sojuz MS-04                                    | Lot załogowy z 2 kosmonautami Ekspedycja 51 i Ekspedycja 52 na ISS                               |
| 28 lipca 2017 15:41           | Sojuz-FG        | R15000-058        | LC-1/5, Bajkonur    | Sukces        | Sojuz MS-05                                    | Lot załogowy z 3 kosmonautami Ekspedycja 52 i Ekspedycja 53 na ISS                               |
| 12 września 2017 21:17        | Sojuz-FG        | U15000-063        | LC-1/5, Bajkonur    | Sukces        | Sojuz MS-06                                    | Lot załogowy z 3 kosmonautami Ekspedycja 53 i Ekspedycja 54 na ISS                               |
| 17 grudnia 2017 07:21         | Sojuz-FG        | R15000-061        | LC-1/5, Bajkonur    | Sukces        | Sojuz MS-07                                    | Lot załogowy z 3 kosmonautami Ekspedycja 54 i Ekspedycja 55 na ISS                               |
| 21 marca 2018 17:44           | Sojuz-FG        | R15000-066        | LC-1/5, Bajkonur    | Sukces        | Sojuz MS-08                                    | Lot załogowy z 3 kosmonautami Ekspedycja 55 i Ekspedycja 56 na ISS                               |
| 6 czerwca 2018 11:12          | Sojuz-FG        | U15000-064        | LC-1/5, Bajkonur    | Sukces        | Sojuz MS-09                                    | Lot załogowy z 3 kosmonautami Ekspedycja 56 i Ekspedycja 57 na ISS                               |
| 11 października 2018 08:40    | Sojuz-FG        | N15000-062        | LC-1/5, Bajkonur    | Niepowodzenie | Sojuz MS-10                                    | Lot załogowy z 2 kosmonautami na ISS (planowo Ekspedycja 57) Kapsuła wylądowała awaryjnie.       |
| 16 listopada 2018 18:14       | Sojuz-FG        | N15000-068        | LC-1/5, Bajkonur    | Sukces        | Progress MS-10                                 | Zaopatrzenie ISS                                                                                 |
| 3 grudnia 2018 11:31          | Sojuz-FG        | N15000-067        | LC-1/5, Bajkonur    | Sukces        | Sojuz MS-11                                    | Załogowy lot z 3 członkami załogi na ISS Ekspedycja 57 i 58                                      |
| 14 marca 2019 19:14           | Sojuz-FG        | N15000-070        | LC-1/5, Bajkonur    | Sukces        | Sojuz MS-12                                    | Załogowy lot z 3 członkami załogi ISS Ekspedycja 59 i 60                                         |
| 20 lipca 2019 16:28           | Sojuz-FG        | N15000-069        | LC-1/5, Bajkonur    | Sukces        | Sojuz MS-13                                    | Załogowy lot z 3 członkami załogi ISS Ekspedycja 60 i 61                                         |
| 25 września 2019 13:57        | Sojuz-FG        | N15000-071        | LC-1/5, Bajkonur    | Sukces        | Sojuz MS-15                                    | Załogowy lot z 3 członkami załogi ISS Ekspedycja 61 i 62                                         |